# Santana do Garambéu
Santana do Garambéu is een gemeente in de Braziliaanse deelstaat Minas Gerais. De gemeente telt 2.205 inwoners (schatting 2009).

## Aangrenzende gemeenten
De gemeente grenst aan Andrelândia, Lima Duarte, Piedade do Rio Grande en Santa Rita do Ibitipoca.